# Монлор (Од)
Монло́р (фр. Montlaur) — коммуна во Франции, находится в регионе Лангедок — Руссильон. Департамент коммуны — Од. Входит в состав кантона Лаграс. Округ коммуны — Каркасон.
Код INSEE коммуны — 11251.

## Население
Население коммуны на 2008 год составляло 537 человек.
| 1962 | 1968 | 1975 | 1982 | 1990 | 1999 | 2008 |
| ---- | ---- | ---- | ---- | ---- | ---- | ---- |
| 678  | 713  | 572  | 534  | 461  | 522  | 537  |

## Экономика
В 2007 году среди 293 человек в трудоспособном возрасте (15—64 лет) 200 были экономически активными, 93 — неактивными (показатель активности — 68,3 %, в 1999 году было 61,1 %). Из 200 активных работали 164 человека (92 мужчины и 72 женщины), безработных было 36 (19 мужчин и 17 женщин). Среди 93 неактивных 31 человек был учеником или студентом, 33 — пенсионерами, 29 были неактивными по другим причинам.